# جایزه انجمن ملی منتقدان فیلم برای بهترین فیلمبرداری
جایزه انجمن ملی منتقدان فیلم برای بهترین فیلمبرداری (انگلیسی: National Society of Film Critics Award for Best Cinematography) جایزه سالانه ای است که توسط انجمن ملی منتقدان فیلم به افتخار بهترین فیلمبردار سال اهدا می‌شود.
راجر دیکینز، فیلمبردار انگلیسی چهار بار این جایزه را از آن خود کرد. هسکل وکسلر، نستور آلمندروس، گوردون ویلیس، فیلیپ روسولو و کریستوفر دویل هر کدام دو بار برنده این جایزه شدند.